# 실내용화초

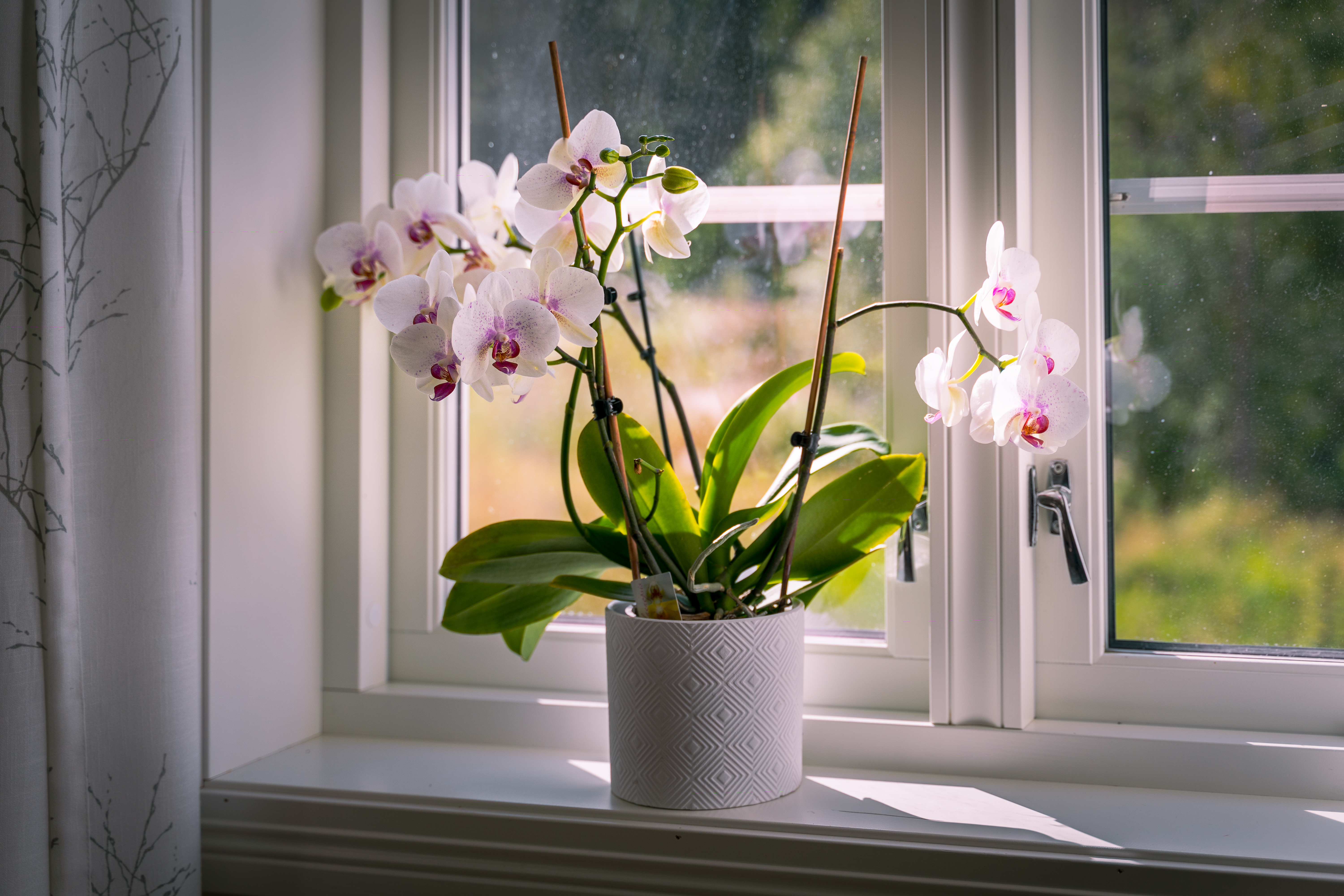
실내용화초

실내용화초(houseplant)는 종종 화분 식물(pot plant 또는 potted plant) 또는 실내 식물로 불리며, 주로 관상을 위하여 실내에서 키우는 관상용 식물이다. 따라서 주로 장식용으로 거주지 및 사무실 과 같은 장소에서 볼 수 있다. 일반적인 실내용화초는 보통 열대 또는 아열대 기후에서 자라는 것들이며 종종 착생식물, 다육 식물, 선인장이다.